# Kellerwechsel
Als Kellerwechsel (auch Bastardwechsel) werden gezogene Wechsel, die als Sicherheit oder erfüllungshalber gegeben werden, bezeichnet, die als Bezogenen eine Person ausweisen, die tatsächlich nicht existent ist, oder wertlose echte Unterschriften vermögensloser Personen enthalten.
Zwar sind solche Wechsel wegen Art. 7 WG gültig, die Hingabe eines Kellerwechsels durch Indossament verwirklicht aber den Straftatbestand des Betruges, da insbesondere die Garantiefunktion des Wechsels pervertiert wird.
Der Name Kellerwechsel stammt daher, dass solche Wechsel das Tageslicht zu scheuen haben. Im besten Falle werden solche Wechsel in der Absicht gemacht, sich augenblicklich Geld zu verschaffen, sie aber bei Verfall keinesfalls auch einzulösen. Daher nennt man sie auch Aushilfewechsel. Gewöhnlich handelt es sich dabei aber um eine betrügerische Manipulation.